# Kangaroo River
Kangaroo River är ett vattendrag i Australien. Det ligger i delstaten New South Wales, i den sydöstra delen av landet, omkring 130 kilometer sydväst om delstatshuvudstaden Sydney.
I omgivningarna runt Kangaroo River växer i huvudsak städsegrön lövskog. Runt Kangaroo River är det glesbefolkat, med 18 invånare per kvadratkilometer. Genomsnittlig årsnederbörd är 1 238 millimeter. Den regnigaste månaden är februari, med i genomsnitt 210 mm nederbörd, och den torraste är juli, med 35 mm nederbörd.